# Vireo notius
A Vireo notius a madarak osztályának verébalakúak (Passeriformes) rendjébe és a lombgébicsfélék (Vireonidae) családja tartozó faj.

## Rendszerezése
A fajt Josselyn Van Tyne amerikai ornitológus írta le 1933-ban. A szervezetek nagyobbik része a Vireo plumbeus alfajaként tartja nyilván, Vireo plumbeus notius néven.

## Előfordulása
Belize területén honos. A természetes élőhelye szubtrópusi és trópusi szavannák.

## Természetvédelmi helyzete
A Természetvédelmi Világszövetség Vörös listáján nem szerepel.

## Külső hivatkozások
- Képek az interneten a fajról